# Кокпекти (Бухар-Жирауський район)
Кокпекти́ (каз. Көкпекті) — село у складі Бухар-Жирауського району Карагандинської області Казахстану. Адміністративний центр Кокпектинського сільського округу.
Населення — 2828 осіб (2021; 2822 у 2009, 2540 у 1999, 2823 у 1989).
Національний склад станом на 1989 рік:
- росіяни — 52 %.

У радянські часи село називалось також Кокпекті.